# Gare de Lutxana
 Lutxana  est le nom d'une gare des lignes C1 et C2 du réseau Cercanías Bilbao, entre les gares de Desertu-Barakaldo et la Zorrotza, cette dernière étant la première gare de la ville de Bilbao des lignes C1 et C2 du réseau Cercanías Bilbao. La gare se trouve dans les alentours de la commune de Barakaldo, entre les quartiers Luchana et de Burceña.
Une des particularités se trouve dans l'ancienneté du bâtiment datant de 1894 et d'avoir partagé pendant des années les différents systèmes (métrique et ibérique). Le système métrique de cette gare a été démonté car désuet.

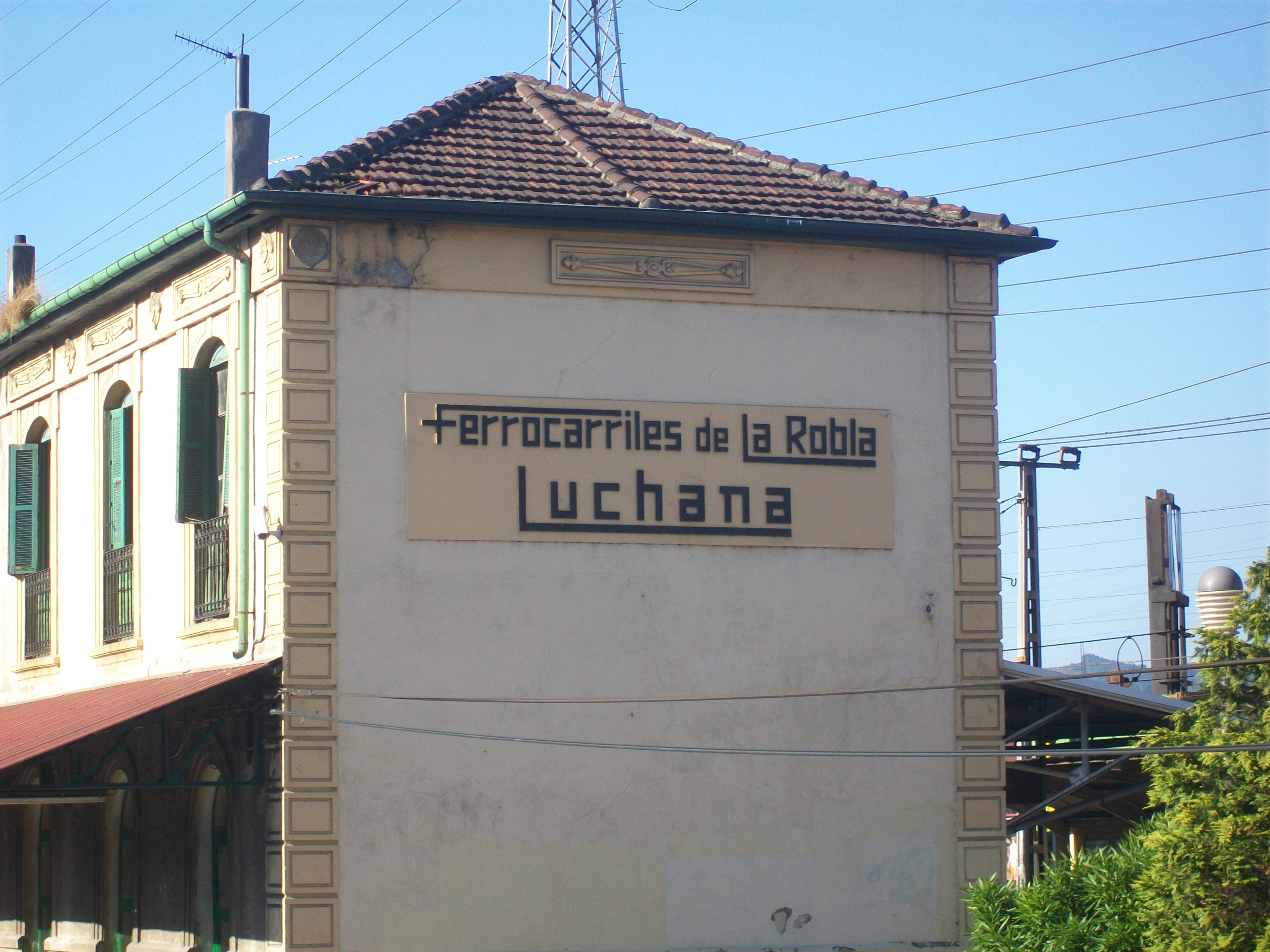
Panneau sur la gare de la Robla dans la gare.

Il ne faut pas confondre la gare de Lutxana de Renfe Cercanías (train) avec la gare de Lutxana (Métro de Bilbao), puisque celle-ci se trouve dans la commune d'Erandio, sur l'autre rive de la ria de Bilbao.

## Histoire
Depuis 1902 et jusqu'en 1970 cette gare a été aussi utilisée pour les passagers par différentes compagnies de voie étroite comme FEVE (Ferrocarril de La Robla), par le tronçon depuis Iráuregui, mais a été finalement été supprimée laissant seulement les transports de marchandises, qui font un transvasement train-camion (ArcelorMittal Sestao) et train-bateau (Arenas de Arija S.A) sur des installations situées peu avant la gare. Pour cela on a démonté la voie métrique qui passait dans la gare.
Le 7 février 2007 la gare a subi une attaque provoquant de graves dommages dans l'immeuble de la gare. Le toit du bâtiment est tombé, et presque tous les accès au bâtiment de la gare ont été emmurés, en attente de la reconstruction ou de la démolition de ce dernier puisqu'il est prévu un repositionnement de la gare pour desservir le nouveau noyau de Luchana avec les futures tours Sefanitro, et qui pourrait engendrer la construction d'une nouvelle gare pour desservir le quartier de Burceña. Dans les prévisions ce bâtiment, une fois reconstruit, devait servir pour les contrôles et la garage des trains de marchandises.

### Articles  connexes
- Liste de gares en Espagne
- Transport ferroviaire en Espagne
- Cercanías Bilbao